# Osmia heliaca
Osmia heliaca är en biart som beskrevs av Warncke 1988. Osmia heliaca ingår i släktet murarbin, och familjen buksamlarbin. Inga underarter finns listade i Catalogue of Life.